# Nemoleon pulcherrimus
Nemoleon pulcherrimus is een insect uit de familie van de mierenleeuwen (Myrmeleontidae), die tot de orde netvleugeligen (Neuroptera) behoort. 
Nemoleon pulcherrimus is voor het eerst wetenschappelijk beschreven door Fraser in 1952.